# Bracken County
Bracken County je okres v severovýchodní části státu Kentucky v USA. K roku 2010 zde žilo 8 488 obyvatel. Správním městem okresu je Brooksville. Celková rozloha okresu činí 541 km². Na severovýchodě sousedí se státem Ohio.

## Sousední okresy
| Růžice kompasu |                  | Clermont County (OH) | Brown County (OH) | Růžice kompasu |
| Růžice kompasu | Pendleton County | Sever                | Mason County      | Růžice kompasu |
| Růžice kompasu | Pendleton County | Bracken County       | Mason County      | Růžice kompasu |
| Růžice kompasu | Pendleton County | Jih                  | Mason County      | Růžice kompasu |
| Růžice kompasu | Harrison County  | Robertson County     |                   | Růžice kompasu |